# Karl Gallwitz (Landtechniker)
Karl Gallwitz (* 18. August 1895 in Sigmaringen, damals Hohenzollernsche Lande; † 17. Mai 1984 in Göttingen) war ein deutscher Landtechniker. Er war zudem ein erfolgreicher Jagdflieger im Ersten Weltkrieg und danach ein von 1936 bis 1965 an der Georg-August-Universität Göttingen lehrender Landtechniker mit Forschungsschwerpunkt auf dem Gebiet der Pflanzenschutztechnik.

## Jugend- und Kriegsjahre
Karl Gallwitz besuchte das Gymnasium in Nordhausen am Harz. Im Ersten Weltkrieg meldete er sich zur Fliegertruppe und wurde zum Piloten ausgebildet. Nach Abschluss seiner Ausbildung flog Leutnant Gallwitz zunächst einen Jagddoppeldecker des Typs Roland D.III in der Feldfliegerabteilung 37 an der Ostfront bei Riga, wo er am 7. und 8. Juli 1917 zwei Beobachtungsballons abschoss.
Nach einer kurzen Abkommandierung zur Jasta 29 wurde Gallwitz am 24. August 1917 zur Jasta 2 “Boelcke” versetzt. Dort errang er im Oktober drei Luftsiege, darunter am 27. Oktober über das britische Fliegerass Arthur Rhys-Davids, der am 23. September das deutsche Ass Werner Voß abgeschossen hatte. Gallwitz erzielte fünf weitere Erfolge im Frühjahr 1918, den letzten am 21. April bei Bailleul. Wenige Tage später wurde er bei einer Bruchlandung erheblich verletzt. Nach seiner Genesung wurde er zum Stab des „Kommandierenden Generals der Luftstreitkräfte“ (Kogenluft) versetzt. Gallwitz konnte am Kriegsende 10 bestätigte Luftsiege verbuchen und wurde mit dem Eisernen Kreuz Zweiter und Erster Klasse ausgezeichnet.

## Akademische Laufbahn
Ab 1919 studierte Gallwitz Maschinenbau in Braunschweig, Danzig und Stuttgart. 1922 erhielt er an der Technischen Hochschule Stuttgart den Grad eines Diplom-Ingenieurs. In den folgenden Jahren war er als „Gutsingenieur“ in landwirtschaftlichen Großbetrieben tätig. Von 1926 bis 1929 arbeitete er als Assistent am Institut für Landmaschinen der Universität Königsberg. 1929 wurde Gallwitz an der Technischen Hochschule Berlin mit der Dissertation Werkstoffe und Abnutzung von Pflugscharen zum Doktor der Ingenieurwissenschaften promoviert. Seit 1930 leitete er die Maschinenberatungsstelle der Badischen Landwirtschaftskammer in Karlsruhe. 1931 habilitierte er sich an der Technischen Hochschule Karlsruhe mit der Arbeit Beiträge zur Motorisierung der bäuerlichen Bodenbearbeitung.
1936 übernahm Gallwitz einen Lehrauftrag für „Werkstoffe und Landmaschinen“ an der Georg-August-Universität Göttingen mit der Aufgabe, den dort vorhandenen „Landmaschinen-Lehrapparat“ zu einem Institut für landwirtschaftliche Maschinen auszubauen. 1938 wurde er zum außerordentlichen Professor ernannt. Die durch die Ereignisse des Zweiten Weltkrieges unterbrochenen Aufbauarbeiten konnten jedoch erst 1958 abgeschlossen werden. Gallwitz, 1952 zum ordentlichen Professor berufen, leitete das von ihm begründete Institut für Landmaschinenkunde bis zu seiner Emeritierung im Jahre 1965.

## Forschung und Lehre
Das Forschungsinteresse von Gallwitz an der Universität Göttingen konzentrierte sich vornehmlich auf die Verbesserung der Pflanzenschutztechnik. Fragen des Pflanzenschutzes (u. a. starkes Auftreten des Kartoffelkäfers) waren seit den 1930er Jahren ein aktuelles Problem in der Landbau-Forschung. Etwa die Hälfte der unter der Ägide von Gallwitz angefertigten 30 Dissertationen befassten sich mit Pflanzenschutztechnik. Daneben bearbeitete Gallwitz Fragen der Bodenbearbeitung, des Mähdruschs, der Beregnung und der Dränage. Hervorzuheben sind auch seine Forschungsarbeiten zum Einsatz von Seilwinden in Weinbergen und zur Verwendung von Wind-Energie in der Landwirtschaft. Zu seinen weiteren Arbeitsfeldern gehörte auch die Landtechnik in den Tropen und Subtropen. Gemeinsam mit zahlreichen Gastwissenschaftlern konnte er angepasste technische Lösungen für die jeweiligen Probleme in tropischen oder subtropischen Regionen entwickeln.
Die wissenschaftlichen Erkenntnisse unmittelbar für die Landwirtschaft nutzbar zu machen, war für Gallwitz stets ein besonderes Anliegen, der enge Kontakt mit Industriefirmen und praktischen Landwirten eine Selbstverständlichkeit. Die wechselvolle Entwicklung der landtechnischen Forschung und Lehre an der Universität Göttingen hat er 1980 in einer kleinen, mit einer Prise feinen Humor gewürzten Broschüre beschrieben.

## Publikationen (Auswahl)
- Werkstoffe und Abnutzung von Pflugscharen. Diss. Techn. Hochsch. Berlin 1929. – Zugl. in: Landwirtschaftliche Jahrbücher Bd. 72, 1930, S. 1–50.
- Beiträge zur Motorisierung der bäuerlichen Bodenbearbeitung. Habil.-Schr. Techn. Hochsch. Karlsruhe 1931. – Zugl. in: Landwirtschaftliche Jahrbücher Bd. 75, 1932, S. 347–388.
- Pflanzenschutztechnik. Wolfratshausen/München 1950 = Berichte über Landtechnik H. 12.
- Die Begegnung der Maschine mit dem Leben im Bereich der Landtechnik. Vortragstagung der Landwirtschaftlichen Fakultät der Georg-August-Universität Göttingen vom 27. bis 29. Oktober 1953 in Göttingen. Landbuch-Verlag Hannover 1953, S. 95–110.
- Landtechnische Aufgabensammlung (gemeinsam mit H. Göhlich). DLG-Verlag Frankfurt am Main 1963.
- Pflanzenschutztechnik. In: Die Geschichte der Landtechnik im 20. Jahrhundert. Herausgegeben unter Mitwirkung zahlreicher Fachgelehrter von Günther Franz. DLG-Verlag Frankfurt/Main 1969, S. 238–251.
- Geschichte des Instituts für Landmaschinenkunde an der Georg-August-Universität Göttingen. Privatdruck Göttingen 1980. – In veränderter Fassung unter dem gleichen Titel in: Miterlebte Landtechnik. Herausgegeben von der Max-Eyth-Gesellschaft für Agrartechnik und vom Kuratorium für Technik und Bauwesen in der Landwirtschaft. Bd. 1, Darmstadt 1981, S. 115–125 (mit Verzeichnis der unter der Ägide von Gallwitz durchgeführten Promotionsarbeiten).